# Comitatul Pima, Arizona
Comitatul Pima, conform originalului din engleză, Pima County (cod FIPS, 04 - 019), este unul din cele 15 comitate ale statului american Arizona, fiind situat în partea central sudică a statului arizonian. Conform datelor statistice ale recensământului din anul 2000, furnizate de United States Census Bureau, populația sa totală era de 843.746  de locuitori. Sediul comitatului este orașul Tucson, în care se găsește concentrată majoritatea populației comitatului.
Comitatul Pima, care este unul din cele patru comitate originare ale Teritoriului Arizona, conține părți ale revervațiilor populațiilor nativilor-americani numite Tohono O'odham Nation și San Xavier Indian Reservation, respectiv cunoscutele parcuri naționale Organ Pipe Cactus National Monument, Ironwood Forest National Monument și Saguaro National Park

## Geografie
Conform datelor statistice furnizate de United States Census Bureau, comitatul are o suprafață totală de 23.799 km2 (sau de 9.189 mile patrate), dintre care 23.792 km2 (sau 9.186 square miles) este uscat și doar 0.03 % (7 km2 sau 3 square miles) este apă.

### Lanțuri montane
- Waterman Mountains

### Drumuri importante
- Interstate 10
- Interstate 19
- State Route 79
- State Route 83
- State Route 85
- State Route 86
- State Route 210

### Comitate învecinate și municipalități din Mexic
- Comitatul Yuma, Arizona, la vest
- Comitatul Maricopa, Arizona, la nord
- Comitatul Pinal, Arizona, la nord
- Comitatul Graham, Arizona, la nord-est
- Comitatul Cochise, Arizona, la est
- Comitatul Santa Cruz, Arizona, la sud-est
- Altar, Sonora, Mexic, la sud
- Caborca, Sonora, Mexic, la sud
- Plutarco Elías Calles, Sonora, Mexico, la sud
- Sáric, Sonora, Mexic, la sud

### Zone protejate național
- Buenos Aires National Wildlife Refuge
- Cabeza Prieta National Wildlife Refuge (part)
- Coronado National Forest (part)
- Ironwood Forest National Monument (part)
- Las Cienegas National Conservation Area (part)
- Organ Pipe Cactus National Monument
- Saguaro National Park

## Demografie
|  | Graficele sunt indisponibile din cauza unor probleme tehnice. Mai multe informații se găsesc la Phabricator și la wiki-ul MediaWiki. |

Date: Wikidata - grafică realizată de Wikipedia